# Condado de Pasco
El condado de Pasco es un condado estadounidense ubicado en el estado de Florida. En 2000, su población era de 344 765 habitantes. Su sede está en Dade City.

## Historia
El condado de Pasco fue creado en 1887 a partir de la parte sur del condado de Hernando. Su nombre es el de Samuel Pasco, miembro de la legislatura estatal y del Senado de los Estados Unidos entre 1887 y 1899. Las primeras ciudades del condado son Anclote, Blanton, Dade City, Earnestville, Fort Dade, Macon (Trilby) y San Antonio. Durante la explosión del mercado inmobiliario de Florida en la década de 1920, muchas personalidades se establecieron en el condado. En la década de 1960, creció de forma importante la población de la región, crecimiento que se mantuvo hasta finales del siglo XX y continúa actualmente, especialmente en las cercanías de Tampa.

## Demografía
Según el censo de 2000, el condado cuenta con 344 765 habitantes, 147 566 hogares y 99 016 familias residentes. La densidad de población es de 179 hab/km² (463 hab/mi²). Hay 173 717 unidades habitacionales con una densidad promedio de 90 u.a./km² (233 u.a./mi²). La composición racial de la población del condado es 93,70% Blanca, 2,07% Afroamericana o Negra, 0,35% Nativa americana, 0,94% Asiática, 0,03% De las islas del Pacífico, 1,52% de Otros orígenes y 1,38% de dos o más razas. El 5,69% de la población es de origen Hispano o Latino cualquiera sea su raza de origen.
De los 147 566 hogares, en el 23,50% de ellos viven menores de edad, 54,60% están formados por parejas casadas que viven juntas, 8,90% son llevados por una mujer sin esposo presente y 32,90% no son familias. El 27,30% de todos los hogares están formados por una sola persona y 15,90% de ellos incluyen a una persona de más de 65 años. El promedio de habitantes por hogar es de 2,30 y el tamaño promedio de las familias es de 2,77 personas.
El 20,20% de la población del condado tiene menos de 18 años, el 5,80% tiene entre 18 y 24 años, el 24,10% tiene entre 25 y 44 años, el 23,10% tiene entre 45 y 64 años y el 26,80% tiene más de 65 años de edad. La edad media es de 45 años. Por cada 100 mujeres hay 92,20 hombres y por cada 100 mujeres de más de 18 años hay 89,10 hombres.
La renta media de un hogar del condado es de $32 969, y la renta media de una familia es de $39 568. Los hombres ganan en promedio $30 974 contra $23 802 para las mujeres. La renta per cápita en el condado es de $18 439. 10,70% de la población y 7,60% de las familias tienen rentas por debajo del nivel de pobreza. De la población total bajo el nivel de pobreza, el 15,20% son menores de 18 y el 7,70% son mayores de 65 años.

## Localidades

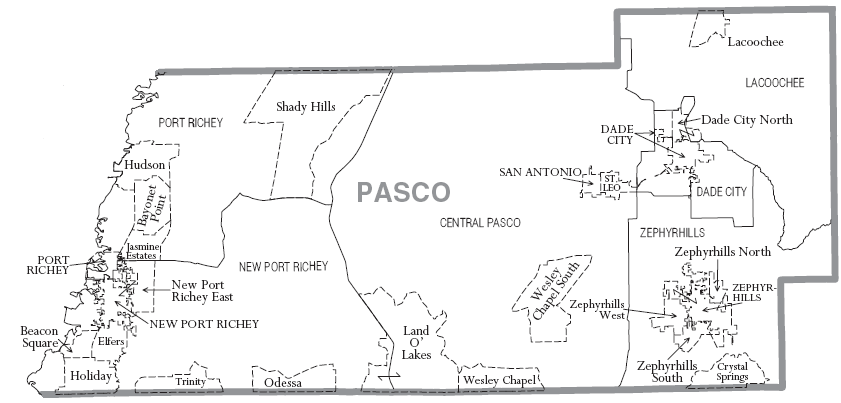
Mapa del condado de http://www.census.gov.

### Municipalidades
- Ciudad de Dade City
- Ciudad de New Port Richey
- Ciudad de Port Richey
- Ciudad de San Antonio
- Pueblo de St. Leo
- Ciudad de Zephyrhills

### No incorporadas
- Bayonet Point
- Beacon Square
- Crystal Springs
- Dade City North
- Elfers
- Holiday
- Hudson
- Jasmine Estates
- Lacoochee
- Land O' Lakes
- New Port Richey East
- Odessa
- Shady Hills
- Trinity
- Wesley Chapel
- Wesley Chapel South
- Zephyrhills North
- Zephyrhills South
- Zephyrhills West

### Otras localidades
- Gulf Harbors
- Hudson Beach

## Educación

### Universidades
- Saint Leo University (Universidad San Leo)
- Trinity College

### Escuelas
El Distrito Escolar del Condado de Pasco gestiona escuelas públicas.